# Solarbaum

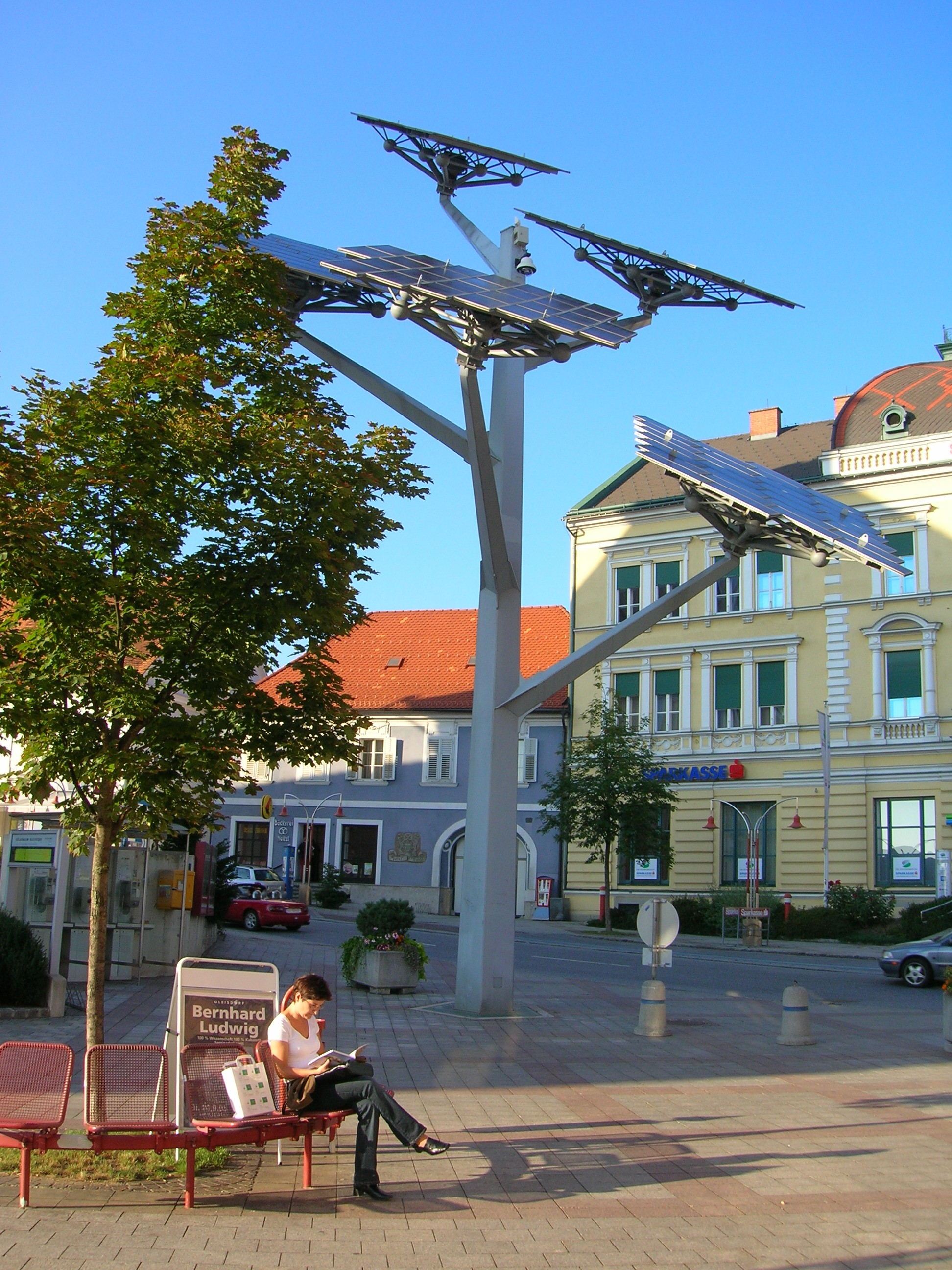
Solarbaum in Gleisdorf, Österreich.

Ein Solarbaum ist ein Gestaltungselement öffentlicher Plätze, das eine baumähnliche verzweigte Struktur aufweist und mit Hilfe von mehreren Solarzellen Elektrizität erzeugt. Solarbäume können gleichzeitig als Straßenlaterne dienen.